# Beringsterne
Beringsterne (Onychoprion aleuticus) er en mågefugl, der lever på kysterne af det nordlige Stillehav.